# Teatrul Național din Mannheim
Teatrul Național din Mannheim (în germană Nationaltheater Mannheim) este unul dintre cele mai mari și mai vechi teatre municipale din Germania. Are companii de operă, teatru, dans și teatru pentru copii și tineret.

## Istoric
Principele elector Carol Teodor a fondat Teatrul Național în anii 1770. În anii 1775-1776, fostul depozit de fructe și cereale a fost transformat într-un teatru, ce a fost planificat ca un „teatrul național”, oferind reprezentații în limba germană. Până atunci au dominat teatrul francez și opera italienă. Inaugurat în 1778, teatrul a devinit un cadou al lui Carol Teodor pentru orașul Mannheim, la care a renunțat în favoarea reședinței noi München.
La 13 ianuarie 1782, piesa lui Friedrich Schiller Hoții a avut premiera la Teatrul Național, făcându-l celebru pe poet. În 1839, Teatrul Național a devenit un teatru municipal. La trecerea dintre secolele XIX și XX au activat actorul Albert Bassermann și dirijorul Wilhelm Furtwängler la Teatrul Național. Ambii au devenit ulterior cetățeni de onoare ai orașului Mannheim.
Vechea clădire a teatrului a fost distrusă în timpul celui de-Al Doilea Război Mondial. Noua clădire a teatrului a fost inaugurată pe Goetheplatz (piața Goethe) în 1957. Din 1996 este clasificată drept monument de importanță deosebită. În 1979, a fost înființat teatrul pentru copii și tineret „Schnawwl”.

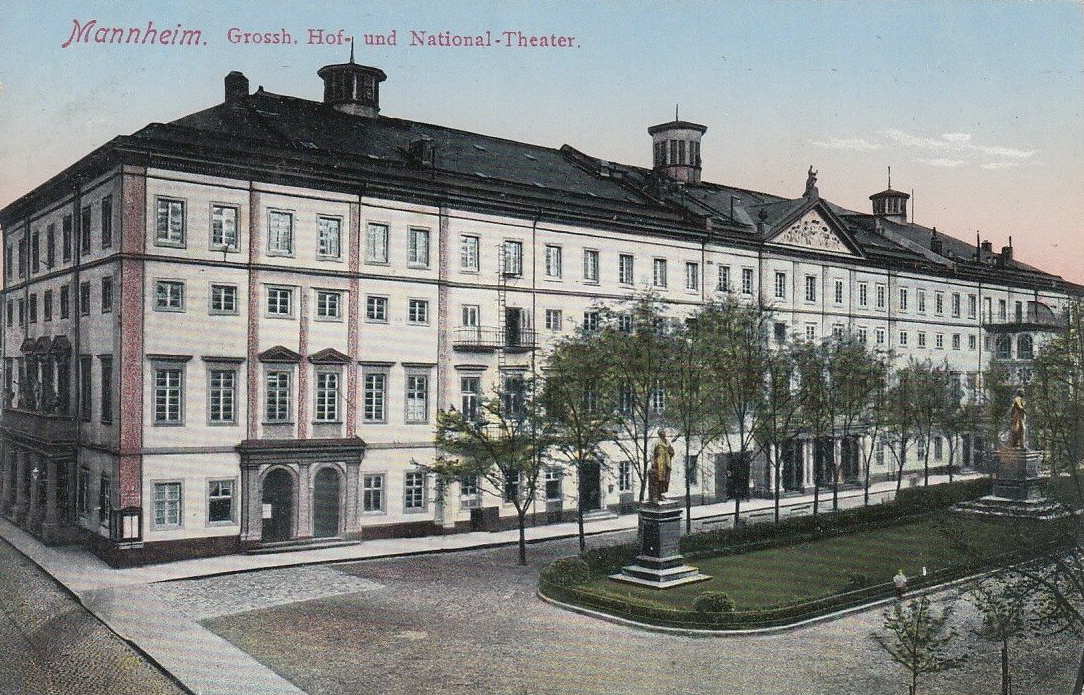
Vechiul teatru
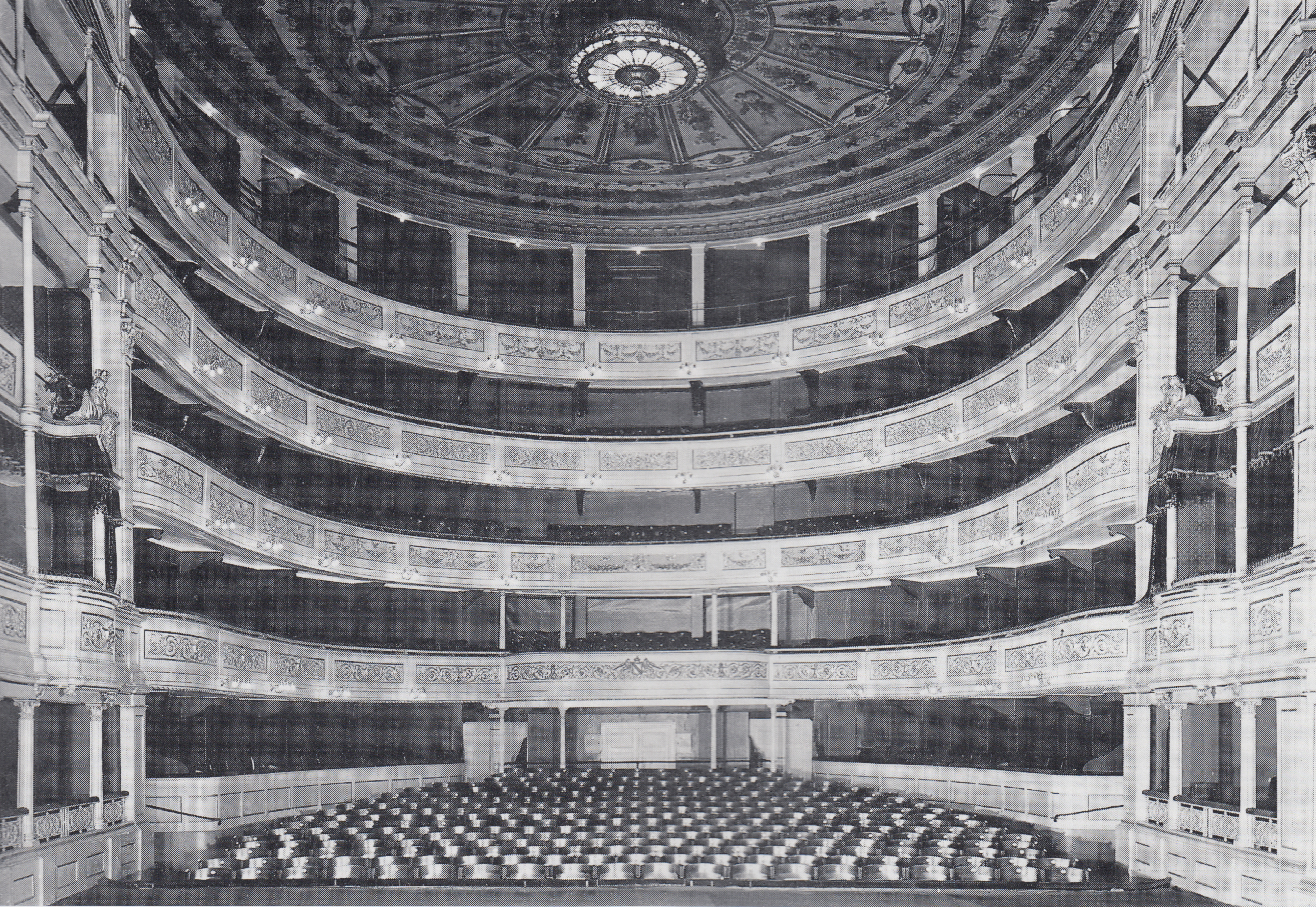
Vechiul teatru (interior)
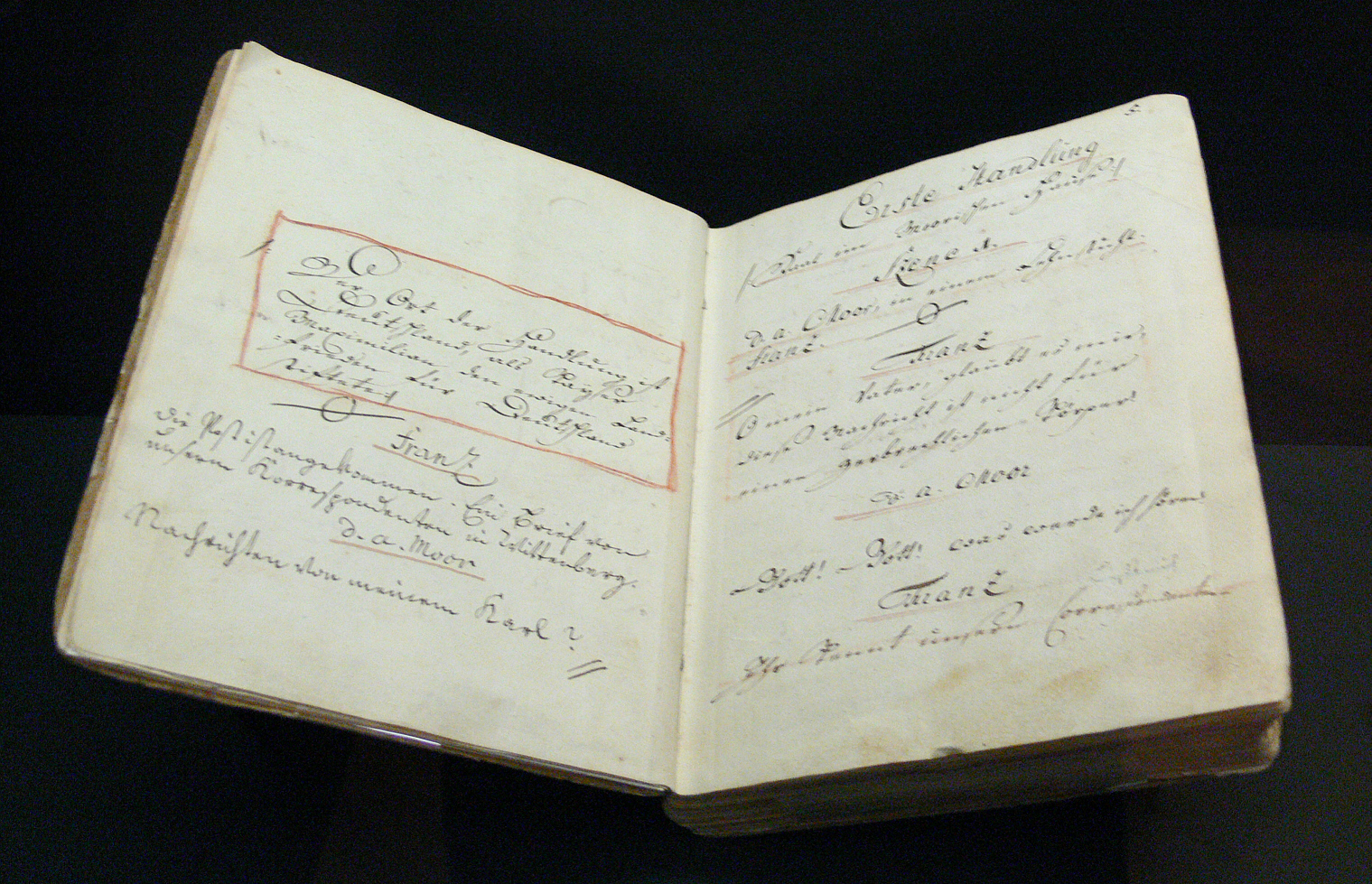
Hoții (caietul de sufleor, 1782)
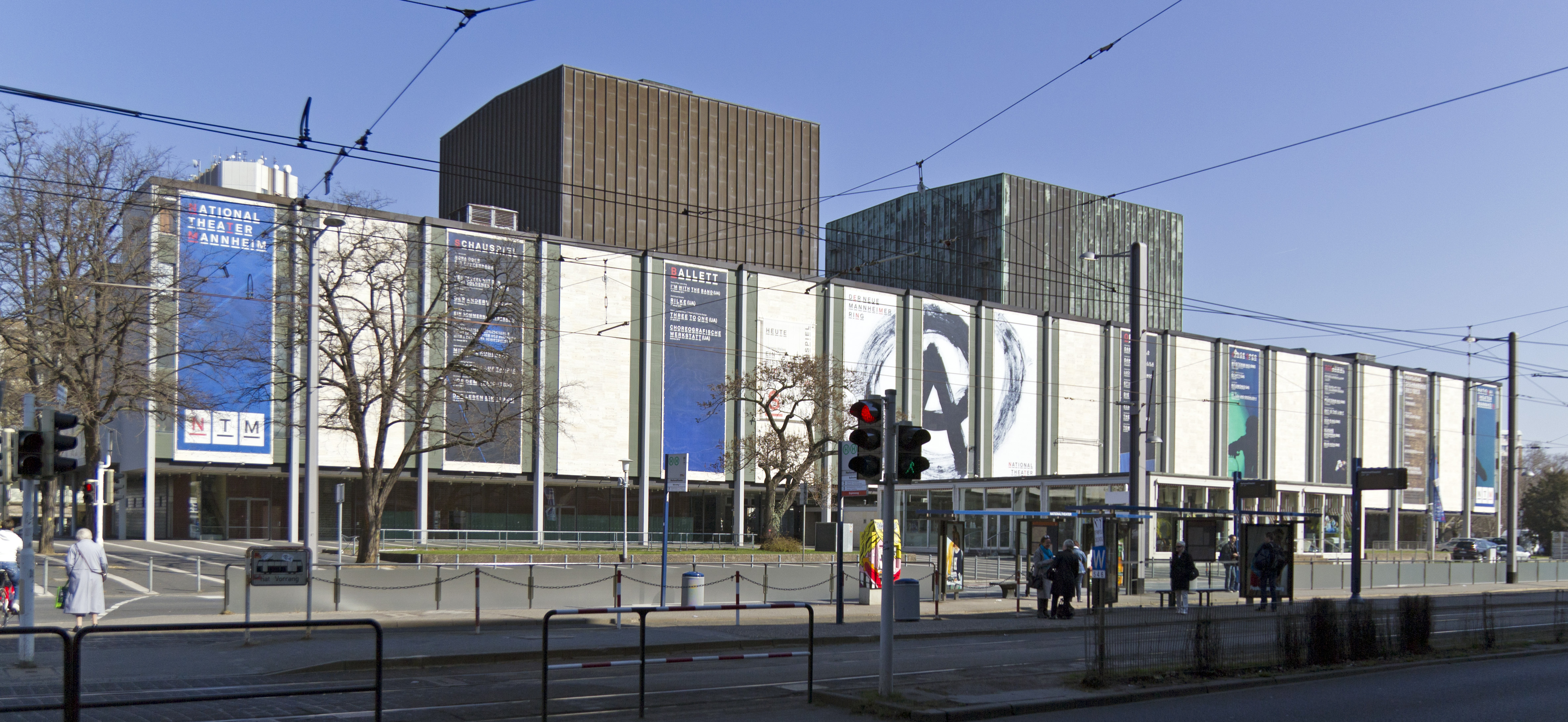
Noul teatru
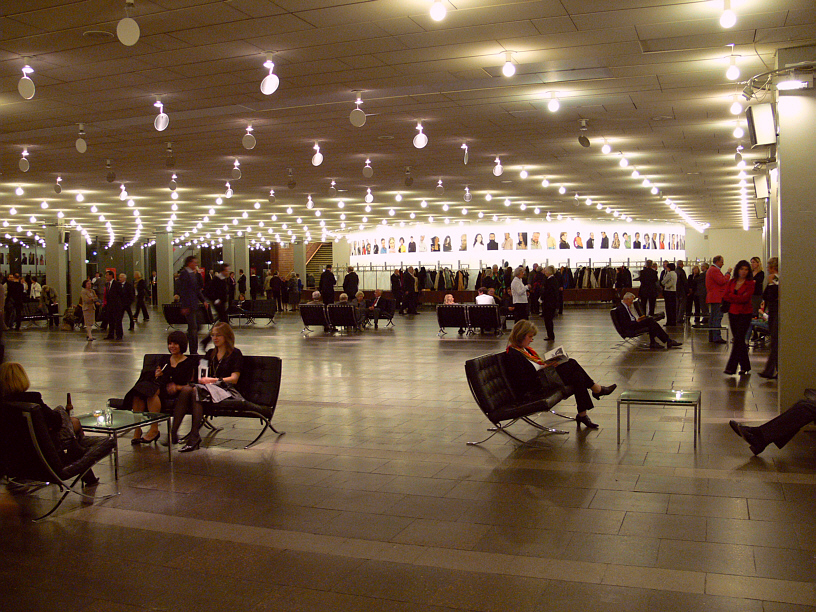
Foaierul teatrului
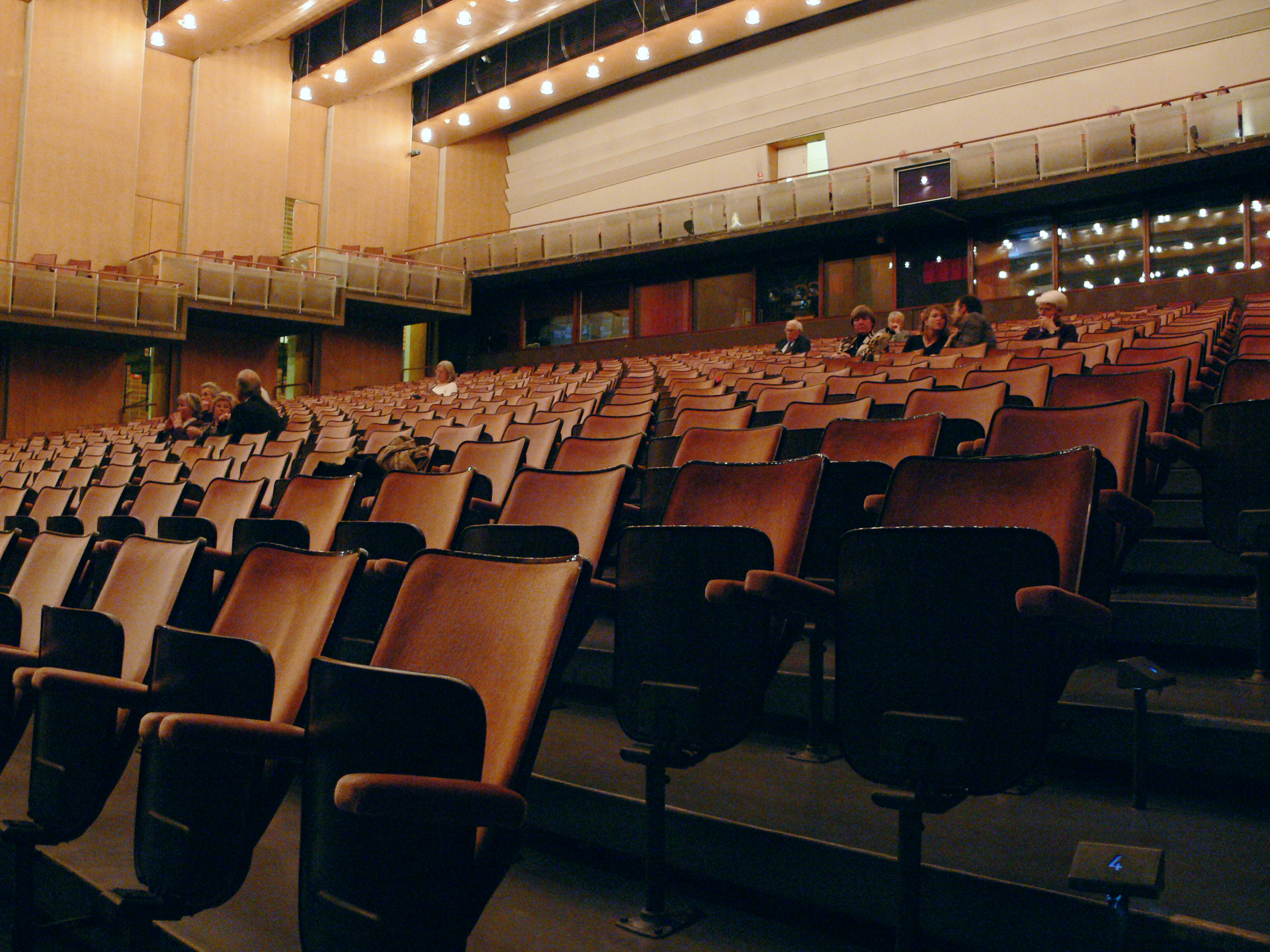
Sala de operă
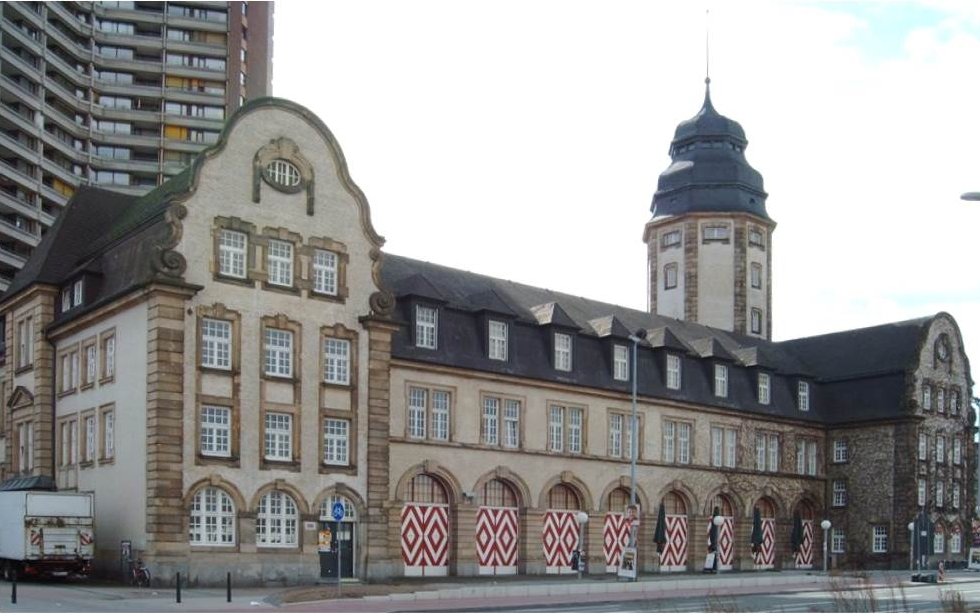
Teatrul pentru copii și tineret